# L'invenzione della morte
(Hubert Aquin, L’invenzione della morte)
L'invenzione della morte è la traduzione italiana di un romanzo scritto dallo scrittore, sceneggiatore, giornalista, saggista, regista e intellettuale canadese Hubert Aquin e pubblicato in Canada nel 1991 con il titolo L'invention de la mort. 
Scritto nel 1959, all'età di trent'anni, è il primo romanzo di Aquin, rifiutato dall’editore per il timore dello scandalo che avrebbe provocato, L'invenzione della morte è rimasto inedito fino al 1991. L'invenzione della morte getta una luce critica sulla valutazione del lavoro di Hubert Aquin, in particolare in riferimento al romanzo Prochain épisode (Prossimo episodio), a lungo considerato come il suo primo romanzo. Adulterio, gelosia e suicidio diventeranno i temi ricorrenti in Hubert Aquin, la cui intera opera è già in fase di sviluppo in questo libro che tesse un ponte tra gli scritti giovanili e la maturità.
Nel 1952, Hubert Aquin tenta un'incursione nella scrittura del romanzo con Les Rédempteurs, racconto di un suicidio collettivo di ispirazione biblica che è stato di volta in volta qualificato come romanzo, novella lunga e favola. Tuttavia, nel 1955, Aquin giudica che il proprio stile sta evolvendo “verso un'espressione più diretta, meno poetica di prima).”. Ritira quindi il manoscritto che chiamava il suo “peccato di gioventù”. Due progetti di romanzi datati maggio 1955 e maggio 1957 testimoniano una volta ancora questo desiderio di divenire romanziere. Nel maggio 1959, Aquin fa finalmente apparire Les Rédempteurs tra gli Écrits du Canada français (vol. V, Montréal 1959, pp. 45–114). In questo stesso anno, all'età di 30 anni, incomincia infine il suo primo romanzo: L'invention de la mort. Questo romanzo, probabilmente scritto dal 1959 al 1961, verrà pubblicato solo nel 1991, cioè quattordici anni dopo il suicidio di Aquin.

## Trama
Tra disperazione e follia, il giornalista René Lallemant ripercorre le tappe della sua relazione con Madeleine Vallin e rappresenta parallelamente il processo spietato della sua grande difficoltà esistenziale. Gelosia, adulterio, delirio e suicidio, temi ricorrenti nell'opera di Aquin, vanno a comporre un romanzo che si legge come un diario personale nel quale tutte le maschere cadono, e, per prima, quella della finzione letteraria. 

## Contenuti
L’invenzione della morte porta dentro di sé le tracce di una scrittura folgorante che segnerà la letteratura del Québec e scuote il lettore con le sue provocazioni e la forza unica della sua scrittura. Un romanzo in cui è in gestazione la futura opera dell’autore, nonché il suo destino.

## Edizioni
- Hubert Aquin, L'invention de la mort, Leméac, 1991, ISBN 978-2-7609-3143-5.
- Hubert Aquin, L'invention de la mort, Edizione critica, Bibliotheque Quebecoise, 2005, ISBN 978-2-89406-162-6.
- Hubert Aquin, L'invenzione della morte, traduzione di Maria Antonietta Fontana, collana Fuori, il Sirente, Fagnano Alto, 2010,  pp. 192 pp., ISBN 978-88-87847-24-6.